# Clem Stephenson
Clem Stephenson, all'anagrafe Clement Stephenson (Seaton Delaval, 6 febbraio 1890 – Huddersfield, 24 ottobre 1961), è stato un allenatore di calcio e calciatore inglese, di ruolo attaccante.

## Carriera
Ha collezionato più di 200 presenze con la maglia dell'Aston Villa.

## Palmarès

### Club

#### Competizioni nazionali
- Campionato inglese: 3

Huddersfield Town: 1923-1924, 1924-1925, 1925-1926
- Coppa d'Inghilterra: 3

Aston Villa: 1912-1913, 1919-1920
Huddersfield Town: 1921-1922
- Community Shield: 1

Huddersfield Town: 1922